# 孩子王 (樂團)
孩子王（英文名稱：Kid King），是成立於2012年五月，來自高雄的台語搖滾樂團。現任成員是：主唱阿達、貝斯手蕭鳳梨、鼓手強尼。
前貝斯手什麼、鼓手強尼另組樂團壞超人，同時與其他友人創立大心劍玉。前吉他手阿宏也同時在淺堤、低明度時期擔任吉他手，與巨大的轟鳴鼓手黃堂軒、大象體操所有團員創辦合作運動 Collaboration Sports。主唱阿達家裡種鳳梨，曾在演出中請觀眾吃鳳梨。

## 簡歷
- 2012年5月，主唱阿達、吉他手阿宏、貝斯手什麼、鼓手強尼創立孩子王，樂團成員全部來自於樹德科技大學吉他公社。
- 2013年1月，以〈樹仔下〉在第十五屆大吉盃拿下亞軍。
- 2014年8月，發行首張單曲《莫忘衷初》。與友人創辦桑姐運動會。
- 2015年因為主唱阿達服兵役而進入休團期。
- 2016年1月，阿達退伍，舉辦〈對不起 我們回來了！〉孩子王榮退復出巡迴。[1]
- 2017年7月，發行首張專輯《最窘丸》並舉辦專輯巡迴，專輯由熊寶貝魏駿錄音。[2]
- 2018年元旦受邀參加總統府升旗典禮現場演出。
- 2019年6月，貝斯手什麼離開孩子王樂團，之後改由蕭鳳梨加入擔任貝斯手。
- 2021年6月，發行第二張專輯《情歌無著時》，專輯於大象體操工作室錄音。
- 2023年10月，吉他手阿宏離團。
- 2024年2月，與高雄輕軌推出〈孩子王 x 高雄輕軌 - 佗一粒星是你〉MV。
- 2024年3月，推出2024全新團T，希望讓穿著孩子王衣服的大家，在台下可以跟著孩子王一起抬頭挺胸、一起唱繼續咱的目標。
- 2024年4月，參與公視台語台《海味61號》全新的台語樂團節目錄製。
- 2024年6月，自主辦理〈孩子王 高雄大樹區-歡喜半日遊覽〉，帶領樂迷搭乘遊覽車從高雄車站出發大樹半日遊覽！沿途在車上與大家聊天，舉辦經典「猜歌生死鬥」小遊戲，並邀請火氣音樂現場叫賣周邊商品，場面十分趣味。到了大樹舊鐵橋邀請專業曾任大樹圖書館館長的老師現場導覽，還安排多場精彩團康遊戲及運動項目，不僅炒熱氣氛，也拉近樂迷彼此之間的距離。最後把大家帶到傳說中的阿達家三合院，品嚐阿達媽媽帶來精彩的炒米粉、竹筍湯以及肉燥飯，再以大樹遊覽限定版的孩子王音樂演出、穿插摸彩活動，為大家精彩刺激又有趣的一天劃下完美的句號。

## 音樂作品
《莫忘衷初》（2014.08）
1. 異鄉男兒
2. Lucky & Kobe
3. 樹仔下

《最窘丸》（2017.07）
1. 最窘丸
2. 台二一
3. 臭小子
4. 走鐘
5. 咱的所在
6. 月娘
7. 二十四
8. 半眠
9. 樹仔下 (ACOUSTIC VERSION)
10. 大腸香腸

《情歌無著時》(2021.06.29)
1. 有閒來坐
2. 望你牽成 (feat. 鄭宜農)
3. 雨季
4. 菅芒花
5. 日常練習
6. 揣一工
7. 火金姑
8. 佗一粒星是你

## 外部連結
- 孩子王官方臉書粉絲專頁（页面存档备份，存于）
- 博客來-孩子王/最窘丸（页面存档备份，存于）